# Ларионов, Георгий Андреевич
Георгий Андреевич Ларионов (1899—1941) — начальник штаба армий, оборонявших Ленинград, генерал-майор.

## Биография
Из русской семьи рабочих. На службе в РККА с марта 1919, участник Гражданской войны, член РКП(б) с 1920. Затем продолжил службу комиссаром батальона, помощником комиссара полка, комиссаром отдельной роты, политруком пулемётной команды, снова помощником комиссара полка, секретарём партийного бюро полка, комиссаром полка. Осенью 1922 действовал инструктором-организатором экспедиционного отряда по подавлению бандитизма. После окончания Военной академии РККА, с июня 1929 командир роты, с 1930 начальник штаба полка, помощник начальника сектора в штабе Белорусского военного округа, начальник штаба 33-й стрелковой дивизии, начальник 6-го отдела штаба Белорусского военного округа. Затем становится ассистентом кафедры, после начальником инженерного факультета Военно-хозяйственной академии РККА. Накануне Зимней войны, с августа 1939, являлся начальником штаба Новгородской армейской группы войск. С декабря 1939 находился в распоряжении НКО СССР. С июня 1940 до 1 августа 1941 начальник штаба 8-й армии, помощник командующего армии по тылу. В сентябре 1941 начальник штаба 42-й армии, командный пункт которой находился на Пулковских высотах, затем непродолжительное время находился в резерве Военного совета Ленинградского фронта. Пропал без вести при до конца не выясненных обстоятельствах в середине сентября 1941.

### Звания
- комбриг (1939);
- генерал-майор (1940).

### Награды
- Орден Красной Звезды;
- Юбилейная медаль: «ХХ лет РККА».